# Codeína
A codeína é um fármaco alcaloide do grupo dos opioides, sendo ela um pró-fármaco da morfina que é utilizada no tratamento da dor de leve à moderada, diarréia e como antitússico. A codeína é encontrada naturalmente na seiva da papoula do ópio, Papaver somniferum. Grande parte da codeína utilizada com finalidades médicas é preparada através da metilação da morfina. De menor potência doze vezes que a morfina, utiliza-se também em combinação com outros analgésicos da classe dos não opioides, como ácido acetilsalicílico e paracetamol. Maior benefício pode ocorrer quando combinado com paracetamol (acetaminofeno) ou um medicamento anti-inflamatório não esteroidal (AINE), como aspirina ou ibuprofeno. As evidências não apoiam seu uso para supressão da tosse aguda em crianças ou adultos. Geralmente começa a funcionar após meia hora, com efeito máximo em duas horas. Seus efeitos duram cerca de quatro a seis horas. A codeína apresenta potencial de abuso semelhante a outros medicamentos opióides.
Os efeitos adversos mais comuns incluem vômitos, constipação, coceira, tontura e sonolência. Efeitos colaterais graves podem incluir dificuldades respiratórias e dependência. Não está claro se seu uso na gravidez é seguro. Seu uso a partir de 2016 não é recomendado em crianças. A codeína funciona após ser decomposta pelo fígado em morfina; a rapidez com que isso ocorre depende da genética de uma pessoa.
A codeína foi descoberta em 1832 por Pierre Jean Robiquet. Em 2013, cerca de 361.000 kg (795.000 lb) de codeína foram produzidos enquanto 249.000 kg (549.000 lb) foram usados, o que o tornou o opiáceo mais comumente consumido. Está na Lista de Medicamentos Essenciais da Organização Mundial da Saúde.
Ela é encontrada no ópio em concentrações de 0,9 a 3,0%.

## Equivalência
200 mg de codeína por via oral e 130 mg de codeína por via intramuscular equivalem a 10 mg de morfina intravenosa.

## História
Os opiáceos constituem um grupo de fármacos que se caracterizam por ter afinidade seletiva para os receptores opioides, induzindo analgesia sobre o sistema nervoso central e outros efeitos daí adjacentes. O principal representante deste grupo é a morfina, um alcaloide extraído da papoula "Papaver somniferum".
O ópio, extrato do suco desta papoula, contém ainda outros compostos tais como: codeína, tebaína, papaverina, noscapina... Este foi introduzido na Grã-Bretanha no final do séc. XVII com uma componente social já que causava estados eufóricos. Era habitualmente tomado por via oral na forma de tintura de láudano, sendo um símbolo aristocrático até metade do século XIX. Nesta altura a dependência tornou-se mais preocupante com a administração endovenosa. Contudo, foi utilizado, durante milhares de anos, para fins medicinais uma vez que provocava analgesia e sono, além de prevenir a diarreia.
A estrutura da morfina, foi determinada em 1902 e desde então foi possível a semissíntese e síntese de outros compostos análogos desta, dentre eles a codeína.
A codeína, também designada metilmorfina, é um alcaloide opiáceo que pode ser obtido de duas formas, diretamente da papoula ou sinteticamente por metilação da morfina.
Em 2001, 44% da codeína fabricada no mundo era feita nos Estados Unidos (29,6 toneladas) e Reino Unido (24,4 toneladas).

## Usos clínicos

### Dor
A codeína é usada para tratar a dor leve a moderada. É comumente usado para tratar a dor dental pós-cirúrgica.
Evidências fracas indicam que é útil na dor do câncer, mas pode ter efeitos adversos aumentados, especialmente constipação, em comparação com outros opioides. A Academia Americana de Pediatria não recomenda seu uso em crianças devido aos efeitos colaterais. A FDA lista a idade inferior a 12 anos como uma contraindicação ao uso.

### Tosse
A codeína é usada para aliviar a tosse. As evidências não apoiam seu uso para supressão da tosse aguda em crianças. Na Europa, não é recomendado como remédio para tosse em menores de 12 anos. Algumas evidências preliminares mostram que ele pode reduzir a tosse crônica em adultos.

### Diarreia
É usado para tratar diarreia e síndrome do intestino irritável com predominância de diarreia, embora loperamida (que está disponível sem receita médica para diarreia mais leve), difenoxilato, paregórico ou mesmo láudano sejam usados com mais frequência para tratar diarreia grave.

## Mecanismo de ação
Ela é um agonista fraco dos receptores opioides, especialmente os de tipo MU que existem no cérebro e no plexo mioentérico. Acredita-se que a maior parte da eficácia de seu efeito analgésico é graças a sua conversão em Morfina (forte agonista do receptor MU opioide) que ocorre no fígado.
O efeito antitússico é devido a seus efeitos agonistas no centro nervoso cerebral de controle da tosse, que fica deprimido.
O efeito analgésico ocorre por mimetismo nos receptores opioides da ação das endorfinas endógenas de controle da dor.
O efeito obstipante é devido à acção nos receptores opioides nas células do intestino.

## Efeitos clinicamente úteis
É analgésico, reduzindo a percepção da dor. É obstipante porque as suas ações no sistema nervoso entérico reduzem a motilidade intestinal. Suprime a tosse (este efeito pode ser perigoso se os agentes irritantes forem perigosos, como bactérias ou produtos corrosivos).

## Efeitos adversos
Os efeitos adversos comuns associados ao uso de codeína incluem sonolência e constipação. Menos comuns são coceira, náusea, vômito, boca seca, miose, hipotensão ortostática, retenção urinária, euforia e disforia. Efeitos adversos raros incluem anafilaxia, convulsão, pancreatite aguda e depressão respiratória. Tal como acontece com todos os opiáceos, os efeitos a longo prazo podem variar, mas podem incluir diminuição da libido, apatia e perda de memória. Algumas pessoas podem ter reações alérgicas à codeína, como inchaço da pele e erupções cutâneas.
A tolerância a muitos dos efeitos da codeína, incluindo seus efeitos terapêuticos, desenvolve-se com o uso prolongado. Isso ocorre em taxas diferentes para efeitos diferentes, com tolerância aos efeitos indutores de constipação desenvolvendo-se particularmente lentamente, por exemplo.
Uma reação adversa potencialmente grave, como com outros opióides, é a depressão respiratória. Esta depressão está relacionada com a dose e é um mecanismo para as consequências potencialmente fatais da sobredosagem. Como a codeína é metabolizada em morfina, a morfina pode ser passada pelo leite materno em quantidades potencialmente letais, deprimindo fatalmente a respiração de um bebê amamentado. Em agosto de 2012, a Administração Federal de Medicamentos dos Estados Unidos emitiu um alerta sobre mortes em pacientes pediátricos com menos de 6 anos de idade após a ingestão de doses "normais" de paracetamol com codeína após amigdalectomia; este aviso foi atualizado para um aviso de caixa preta em fevereiro de 2013.
Alguns pacientes são conversores muito eficazes de codeína em sua forma ativa, a morfina, resultando em níveis sanguíneos letais. A FDA está atualmente recomendando o uso muito cauteloso de codeína em pacientes jovens de amigdalectomia; o medicamento deve ser usado na menor quantidade que possa controlar a dor, "conforme a necessidade" e não "ininterruptamente", sendo necessário atendimento médico imediato caso o usuário responda negativamente.

### Retirada e dependência
Tal como acontece com outros opiáceos, o uso crônico de codeína pode causar dependência física que pode levar a sintomas graves de abstinência se uma pessoa interromper repentinamente a medicação. Os sintomas de abstinência incluem desejo por drogas, coriza, bocejos, sudorese, insônia, fraqueza, cólicas estomacais, náuseas, vômitos, diarreia, espasmos musculares, calafrios, irritabilidade e dor. Esses efeitos colaterais também ocorrem em combinações de acetaminofeno/aspirina, embora em menor grau. Para minimizar os sintomas de abstinência, os usuários de longo prazo devem reduzir gradualmente a medicação com codeína sob a supervisão de um profissional de saúde.
Além disso, nenhuma evidência indica que a inibição do CYP2D6 seja útil no tratamento da dependência de codeína, embora o metabolismo de codeína em morfina (e, portanto, metabolismo adicional em conjugados de morfina glicuronídeo) tenha um efeito sobre o potencial de abuso de codeína. No entanto, o CYP2D6 tem sido implicado na toxicidade e morte de neonatos quando a codeína é administrada a mães lactantes, particularmente aquelas com atividade enzimática aumentada (metabolizadores "ultra-rápidos").

## Farmacologia

### Farmacodinâmica
A codeína é um opióide não sintético. É um agonista seletivo do receptor μ-opióide (MOR). A própria codeína tem afinidade relativamente fraca para o MOR. Em vez de agir diretamente no MOR, a codeína funciona como uma pró-droga de seus principais metabólitos ativos morfina e codeína-6-glicuronídeo, que são agonistas de MOR muito mais potentes em comparação.
A codeína foi encontrada como um composto endógeno, juntamente com a morfina, no cérebro de primatas não humanos com neurônios despolarizados, indicando que a codeína pode funcionar como um neurotransmissor ou neuromodulador no sistema nervoso central. Assim como a morfina, a codeína causa sinalização de TLR4, que causa alodinia e hiperalgesia. Ele não precisa ser convertido em morfina para aumentar a sensibilidade à dor.

### Mecanismo de ação
A codeína é um opióide e um agonista do receptor opióide mu (MOR). Ele age no sistema nervoso central para ter um efeito analgésico. É metabolizado no fígado para produzir morfina que é dez vezes mais potente contra o receptor mu. Os receptores opióides são receptores acoplados à proteína G que regulam positiva e negativamente a transmissão sináptica através da sinalização a jusante. A ligação de codeína ou morfina ao receptor opióide mu resulta na hiperpolarização do neurônio, levando à inibição da liberação de neurotransmissores nociceptivos, causando um efeito analgésico e aumento da tolerância à dor devido à redução da excitabilidade neuronal.

### Farmacocinética
A conversão de codeína em morfina ocorre no fígado e é catalisada pela enzima CYP2D6 do citocromo P450.[35] CYP3A4 produz norcodeína e UGT2B7 conjuga codeína, norcodeína e morfina aos 3 e 6-glicuronídeos correspondentes. Srinivasan, Wielbo e Tebbett especulam que a codeína-6-glicuronídeo é responsável por uma grande porcentagem da analgesia da codeína e, portanto, esses pacientes devem experimentar alguma analgesia. Muitos dos efeitos adversos ainda serão experimentados em metabolizadores fracos. Por outro lado, entre 0,5% e 2% da população são "metabolizadores extensivos"; múltiplas cópias do gene para 2D6 produzem altos níveis de CYP2D6 e metabolizam drogas por essa via mais rapidamente do que outras.
CYP2D6 converte codeína em morfina, que então sofre glucuronidação. A intoxicação com risco de vida, incluindo depressão respiratória que requer intubação, pode se desenvolver em questão de dias em pacientes que têm vários alelos funcionais de CYP2D6, resultando em metabolismo ultrarrápido de opioides, como codeína em morfina.
Os estudos sobre o efeito analgésico da codeína são consistentes com a ideia de que o metabolismo pelo CYP2D6 em morfina é importante, mas alguns estudos não mostram grandes diferenças entre aqueles que são metabolizadores fracos e metabolizadores extensos. As evidências que sustentam a hipótese de que metabolizadores ultrarrápidos podem obter maior analgesia da codeína devido ao aumento da formação de morfina são limitadas a relatos de casos.
Devido ao aumento do metabolismo da codeína em morfina, os metabolizadores ultrarrápidos (aqueles que possuem mais de duas cópias funcionais do alelo CYP2D6) apresentam risco aumentado de efeitos adversos relacionados à toxicidade da morfina.
A codeína e seus sais são prontamente absorvidos pelo trato gastrointestinal, e a ingestão de fosfato de codeína produz concentrações plasmáticas máximas em cerca de uma hora. A meia-vida plasmática é de 3 a 4 horas, e a relação de potência analgésica oral/intramuscular é aproximadamente igual a 1:1,5. A taxa de conversão mais comum, dada em gráficos de equianalgesia usados nos Estados Unidos, Canadá, Reino Unido, República da Irlanda, União Européia, Rússia e outros lugares, como 130 mg IM é igual a 200 mg PO - ambos equivalentes a 10 mg de sulfato de morfina IV e 60 mg de sulfato de morfina PO. A proporção sal:base livre dos sais de ambos os medicamentos em uso são aproximadamente equivalentes e geralmente não fazem diferença clínica.
A codeína é metabolizada por O- e N-desmetilação no fígado em morfina e norcodeína. A hidrocodona também é um metabólito da codeína em humanos. A codeína e seus metabólitos são excretados quase inteiramente pelos rins, principalmente como conjugados com ácido glicurônico.
Os metabólitos ativos da codeína, principalmente a morfina, exercem seus efeitos ligando-se e ativando o receptor μ-opióide.

## Sociedade e cultura

### Uso recreativo
Um viciado em heroína (diamorfina) ou outro opiáceo/opióide pode usar codeína para evitar os efeitos da abstinência durante os períodos em que sua droga preferida não está disponível ou é inacessível.
A codeína também está disponível em conjunto com o medicamento anti-náusea prometazina na forma de xarope. Marca nomeada como Fenergan com codeína ou em forma genérica como prometazina com codeína, começou a ser misturada com refrigerantes na década de 1990 como uma droga recreativa, chamada 'xarope', 'magro' ou 'bebida roxa'. O rapper Pimp C, do grupo UGK, morreu de overdose dessa combinação.
A codeína é usada em laboratórios de drogas ilegais para produzir morfina.

## Contraindicações
Pacientes com:
- Alergia à codeína
- Crianças com idade inferior a 12 anos[47]
- Asma não tratada ou descontrolada
- Alterações respiratórias graves
- Obstrução intestinal
- Ataques de asma frequentes ou hiperventilação[48]
- Metabolizadores ultra-rápidos[47]